# ملح وسمرة (مسلسل)
ملح وسمرة مسلسل تلفزيوني, من بطولة هدى حسين, من إخراج علي العلي, تم عرضه في 2023.

## قصة العمل
تعيش هند، وهي ممرضة، حياة سعيدة وهادئة على الصعيدين المهني والعائلي. لكن تنقلب الأمور عندما تطرق المحامية إخلاص بابها.

## طاقم العمل
- هدى حسين
- جمال الردهان
- سحر حسين
- آلاء شاكر
- فاطمة الصفي
- عبد الله الطراروة
- مشاري المجيبل
- نوف السلطان
- عبد الله البلوشي
- سعاد الحسيني
- فرح المهدي
- منيرة محمد
- عبدالله سويد
- فاطمة البصيري
- مشعل المجيبل
- عباس خليفي
- محمد الحلواني

## وصلات خارجية
- ملح وسمرة على موقع IMDb (الإنجليزية)
- ملح وسمرة على موقع قاعدة بيانات الأفلام العربية
- ملح وسمرة على موقع قاعدة بيانات الفيلم (الإنجليزية)